# Graham Poll

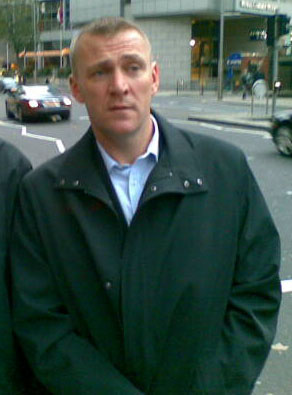
Graham Poll in Londen

Graham Poll (Tring, 29 juli 1963) is een Engels voormalig voetbalscheidsrechter die actief was op mondiaal niveau.
Poll fluit sinds 2000 op internationaal niveau in dienst van de FIFA, en de UEFA. Hij floot onder andere wedstrijden in de FA Community Shield, UEFA Cup, UEFA Champions League, het EK voetbal 2000, het Wereldkampioenschap voetbal 2002, het Wereldkampioenschap voetbal 2006, het Wereldkampioenschap voetbal voor clubs en in EK- en WK-kwalificatiewedstrijden.
Op 22 juni 2006 gaf hij op het WK tijdens de wedstrijd Kroatië - Australië de Kroaat Josip Šimunić drie keer een gele kaart. Bij de tweede gele kaart vergat hij hem echter van het veld te sturen. Hij deed dit wel bij de derde gele kaart, echter pas nadat hij even daarvoor het eindsignaal van de wedstrijd al had gegeven.
Naar aanleiding van alle commotie die deze fout veroorzaakte, besloot hij op 29 juni 2006 dat hij niet in aanmerking wil komen voor het leiden van wedstrijden op het EK in 2008. Hij bleef wel internationale clubwedstrijden fluiten.
Op 13 mei 2007 floot hij zijn laatste Premiershipwedstrijd. De wedstrijd was Portsmouth FC tegen Arsenal. In de wedstrijd keurde hij een doelpunt van Niko Kranjčar af omdat zijn grensrechter meldde dat het buitenspel was. Velen waren het oneens met deze belangrijke beslissing die ervoor zorgde dat Portsmouth FC niet de UEFA Cup haalde.
Op 4 juni 2007 maakte hij bekend, dat hij zou stoppen met fluiten. De interland tussen Finland en België was de laatste wedstrijd die hij floot.

## Statistieken
| evenement                        | wed |     |    |    |
| -------------------------------- | --- | --- | -- | -- |
| Vriendschappelijk                | 2   | 0   | 0  | 0  |
| Premier League                   | 171 | 509 | 16 | 11 |
| FA Cup                           | 25  | 67  | 0  | 0  |
| FA Community Shield              | 1   | 3   | 0  | 0  |
| UEFA Cup                         | 3   | 8   | 0  | 1  |
| UEFA Champions League            | 18  | 52  | 2  | 0  |
| EK voetbal 2000                  | 2   | 6   | 0  | 0  |
| Wereldkampioenschap voetbal 2002 | 1   | 2   | 0  | 0  |
| UEFA EK kwalificatie 2004        | 4   | 15  | 1  | 0  |
| WK voor clubs 2005               | 1   | 5   | 0  | 0  |
| FIFA WK kwalificatie 2006        | 4   | 20  | 0  | 1  |
| Wereldkampioenschap voetbal 2006 | 3   | 16  | 4  | 0  |
| Totaal                           | 235 | 703 | 23 | 13 |

Op het WK voetbal 2006 was hij actief in volgende wedstrijden:
- Zuid-Korea - Togo (13 juni)
- Saoedi-Arabië - Oekraïne (19 juni)
- Kroatië - Australië (22 juni)